# Thor (tegneserie)
 For alternative betydninger, se Thor (flertydig). (Se også artikler, som begynder med Thor)
Thor er en tegneserie skabt af Stan Lee, manden bag Marvel universet samt Larry Lieber og Jack Kirby. Den blev udgivet første gang i Journey into Mystery vol. 1, #83, aug. 1962, og i Danmark i 1973.
Thor er en amerikansk superhelt, baseret delvist på den nordiske mytologi, som dels har optrådt flere gange i sin egen serie, dels været et fremtrædende medlem af superhelte-gruppen Avengers.
Fortællingen om guden Thor i Marvels univers tager sin begyndelse, da den halte læge Dr. Donald Blake under et ophold i Norge får forvildet sig ind i en hule. Her finder han en gammel stav af træ som, da han slår den imod klipperne, forvandler ham til guden Thor fra den nordiske mytologi.
I sine eventyr kæmper Thor både mod skurke inspireret af den nordiske mytologi og mod skurke som kun hører til i Marvels univers. En lang række af de tidlige historier handler desuden om hvordan Dr. Blake kan holde sin hemmelige identitet skjult for sin sygeplejerske Jane Foster. En yderligere komplikation for ham er, at mens han er forelsket i Jane, er Jane forelsket i Thor.

## Amerikaniseret nordisk mytologi
For at passe Thor og de øvrige nordiske guder ind i Marvel-universet, har Marvel været nødt til at tilpasse mytologien en smule. Et af de mere grelle eksempler er den første genfortælling af Balders død, som i Marvel-udgaven ender med at Balder overlever, hvilket så er heldigt for seriens videre forløb, da Balders død ville være en af forløberne for Ragnarok og dermed de nordiske guders undergang.
Selve Thors fremtoning minder også mere om en person der er trådt ud af en Wagner-opera fra 1930'erne og som sådan har han meget lidt til fælles med den version som kendes fra den danske tegneserie Valhalla.

## Danske udgivelser
Thor udkom første gang på dansk i perioden 1973-74 som Thor den mægtige på Williams Forlag. I nyere tid er der blevet udgivet flere enkelthæfter med Thor på Egmont Serieforlaget, blandt andet Mega Marvel #23 som indeholder Thor 1-7 og #29 som indeholder Thor 9-12 og Thor Annual 1999. I trade paperback format er også udkommet historien Loke.

## Thors genkomst
Thor har i en periode været ude af Marvel-universet. Sammen med de øvrige guder forsvandt han i forbindelse med Ragnarok. I forbindelse med optakten til historien Civil War, dukker Thors hammer imidlertid op igen på Jorden og han ses kortvarigt i Spider-Man #370. Handlingen i #371 afslører dog, at der er tale om en klon udviklet af pro-registrerings sidens videnskabsmænd, Tony Stark, Reed Richards og Hank Pym. Denne klonede udgave af Thor omtales i nogen sammenhænge som Clor, en sammentrækning af det engelske ord clone som betyder klon og navnet Thor. En ny serie som skal relancere Thor i Marvel-universet startede i efteråret 2007.

## Filmatisering
Thor optræder i begge de animerede Ultimate Avengers film. Thor har været en af den række selvfinancierede film som Marvel Studios har produceret-. Der var film baseret på tegneserierne Iron Man, Thor og Captain America, som ledede frem til en film med Avengers.
Som instruktør på filmen har Marvel skrevet kontrakt med den berømte Shakespeare fortolker Kenneth Brannagh, mens Chris Hemsworth som tidligere havde arbejdet med Joss Whedon og medvirket i genoplivningen af Star Trek, spillede rollen som Thor. Senere, ved Thor: Ragnarok, tog Taika Watiti instruktørposten.

### Film med Thor
- Ultimate Avengers (2006) - Sune Svanekier (stemme)
- Ultimate Avengers 2 (2007) - Sune Svanekier (stemme)
- Next Avengers: Morgendagens Helte (2008) - Sune Svanekier (stemme)
- Hulk Vs. (2009) - Sune Svanekier (stemme)
- Thor (2011) - Chris Hemsworth
- The Avengers (2012) - Chris Hemsworth
- Thor: The Dark World (2013) - Chris Hemsworth
- Avengers: Age of Ultron (2015) - Chris Hemsworth
- Thor: Ragnarok (2017) - Chris Hemsworth
- Avengers: Infinity War (2018) - Chris Hemsworth
- Avengers: Endgame (2019) - Chris Hemsworth
- Thor: Love and Thunder (2021) - Chris Hemsworth/Natalie Portman